# Palazzo del Laterano
Il palazzo del Laterano, costruito al posto del più antico Patriarchio costantiniano (fatto demolire da papa Sisto V alla fine del XVI secolo) è un palazzo rinascimentale, sede papale e residenza ufficiale dei romani pontefici per molti secoli. È adiacente alla basilica di San Giovanni in Laterano, la cattedrale della diocesi di Roma contenente la cathedra romana, che rappresenta simbolicamente l'autorità spirituale del romano pontefice. Il palazzo del Laterano ospita ora il Museo storico dello stato pontificio, gli uffici del vicariato di Roma e l'appartamento del cardinale vicario di Sua Santità per Roma e distretto. Il palazzo inoltre, insieme alla basilica ed altri edifici adiacenti, gode del diritto di extraterritorialità, essendo sotto la piena ed esclusiva giurisdizione della Santa Sede.
Costituisce parte di un complesso più ampio di cui fanno parte anche la basilica, il battistero, i resti del medioevale palazzo papale con la scala santa e con la cappella papale detta Sancta Sanctorum. Vicino al palazzo, accanto alla scala santa, si trova il triclinio leonino e nella piazza antistante si erge l'obelisco Lateranense, il più grande degli obelischi di Roma.
La zona occupata oggi dal palazzo già dal IV secolo era la residenza principale dei papi. Il complesso fortificato del Laterano creava una cittadella intorno al palazzo papale, includendovi anche la cattedrale e il battistero, e partiva dalla porta Asinaria e dalle mura aureliane, terminando col castrum dei Santi quattro coronati, dove i pontefici si rifugiavano in caso di pericolo.

## Storia

### Storia precristiana

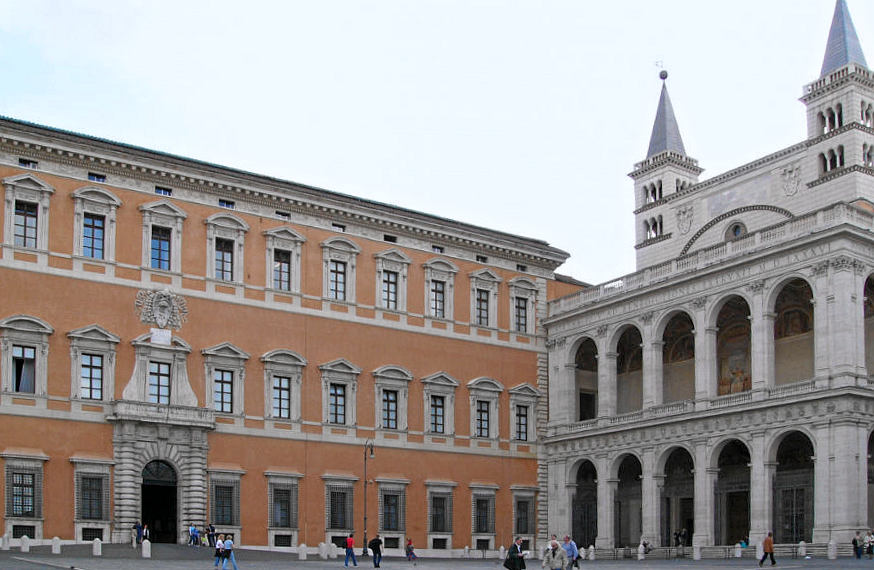
La Basilica lateranense - Il palazzo e l'entrata laterale della basilica.

La zona prendeva il nome dai proprietari originali, la famiglia Romana dei Plauzi Laterani che vi possedevano un grande palazzo. Due famiglie romane usarono il cognome di Laterani: i Sestii ed i Plauzi. Lucio Sestio Laterano fu il primo plebeo a raggiungere la carica di console.
Un Plauzio Laterano, console designato, fu accusato verso il 66 di aver preso parte alla congiura di Pisone contro Nerone (Tac. Ann. XI 30, 36, XIII 11, XV 49, 60 ; Arrian, Epictet. Dissert, I 1). Le proprietà dei Laterani, con l'annesso palazzo, che Giovenale (Sat. X, 15) definì "egregias Lateranorum ædes", furono confiscate.
Nel 161 Marco Aurelio costruì un palazzo nella zona. Nel 226 Settimio Severo restituì una parte dei possedimenti ai Laterani. Il nome della famiglia rimase comunque alla zona.

### Sviluppo sotto Costantino I
All'inizio del IV secolo, a ridosso delle Mura Aureliane si trovavano i quartieri delle truppe scelte di Massenzio, gli equites singulares. Costantino, dopo aver sconfitto Massenzio (312), ordinò di distruggere queste caserme, secondo il costume romano che voleva la damnatio memoriae dei traditori della patria.
Poiché l'area era all'interno della città - al contrario dell'area vaticana -, Costantino permise di costruirvi una basilica cristiana monumentale ed un battistero. La Basilica Salvatoris (oggi «Laterana») era l'unica delle tre grandi basiliche costantiniane situata dentro le mura della città. A fianco della basilica fu fatto edificare un palazzo, residenza del vescovo dell'Urbe. Era normale che il vescovo risiedesse vicino alla sua chiesa.
Nella zona (tra via dell'Amba Aradam e le mura aureliane, oggi sepolta sotto l'edificio dell'INPS) si trovava anche la villa di Fausta, seconda moglie di Costantino e sorella di Massenzio. Nel 313 Fausta concesse la Domus Faustae al vescovo di Roma, Milziade, perché vi tenesse un sinodo episcopale, convocato per combattere lo scisma donatista. Durante il sinodo il Donatismo fu condannato come eresia. Nel 324 la basilica e il palazzo furono consacrati ad opera di Silvestro I, che dichiarò entrambi Domus Dei («Casa di Dio»).
In conseguenza del suo primato nel mondo come chiesa madre di tutte le chiese, sulla facciata dell'edificio sono incise le parole: Sacrosancta Lateranensis ecclesia omnium urbis et orbis ecclesiarum mater et caput (Santissima Chiesa Lateranense, madre e capo di tutte le chiese nell'Urbe e nel Mondo).

### Medio Evo e inizio dell'Evo moderno

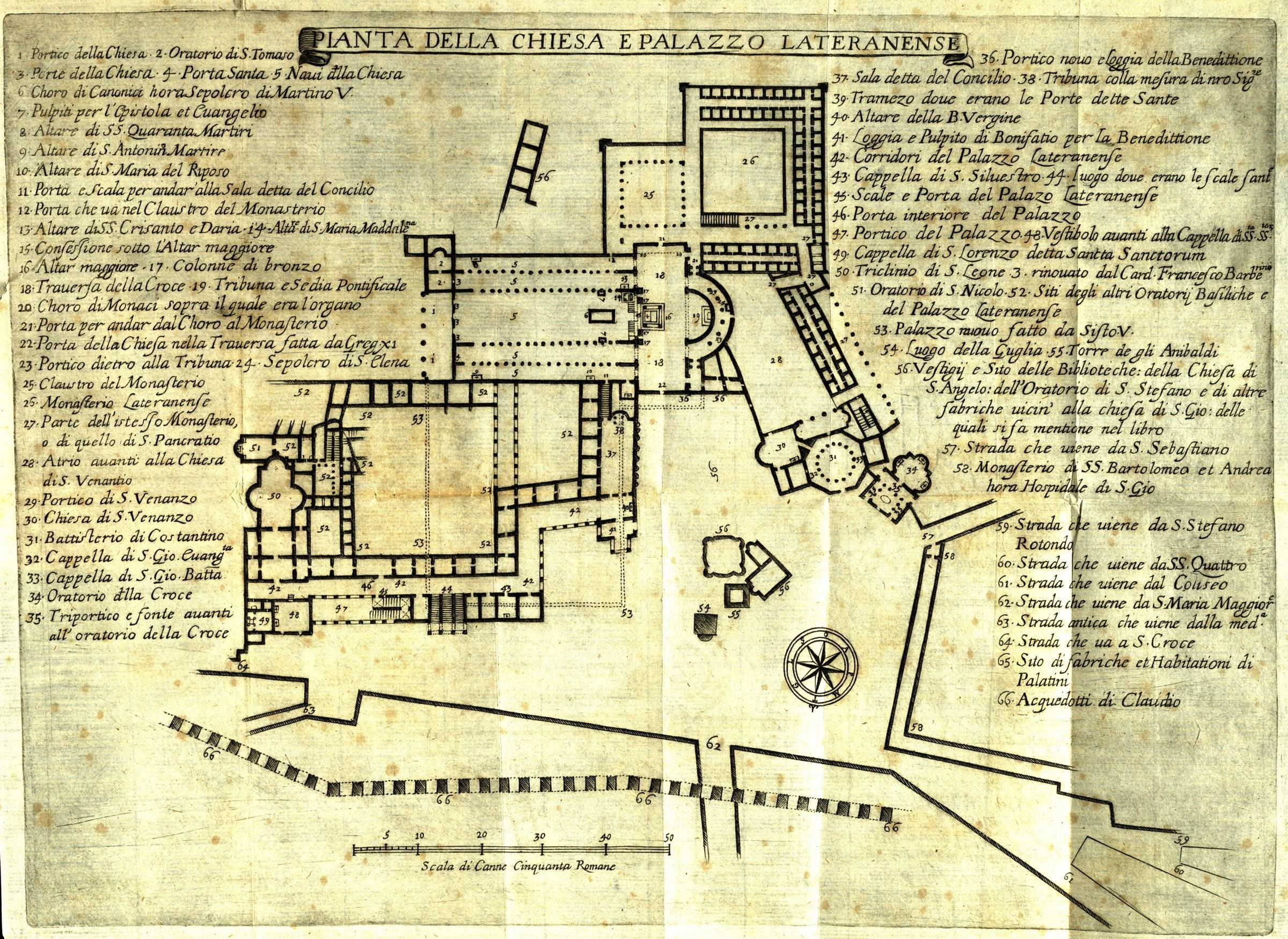
La Basilica ed il palazzo del Laterano prima degli interventi di papa Sisto V nel 1586. Il Triclinio Leonino è indicato col numero 50 mentre l'Aula Concilii è indicata con il numero 37.

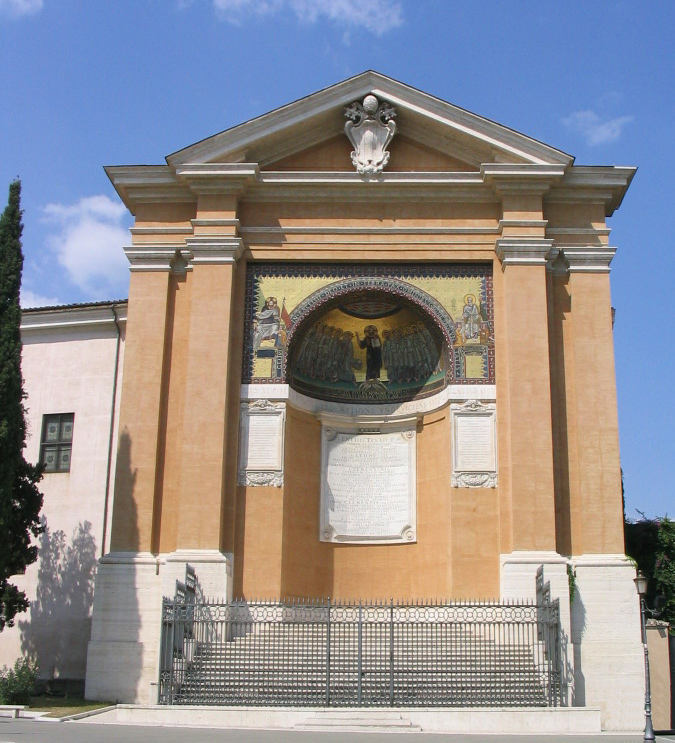
Il "Nicchione" del Triclinio Leonino

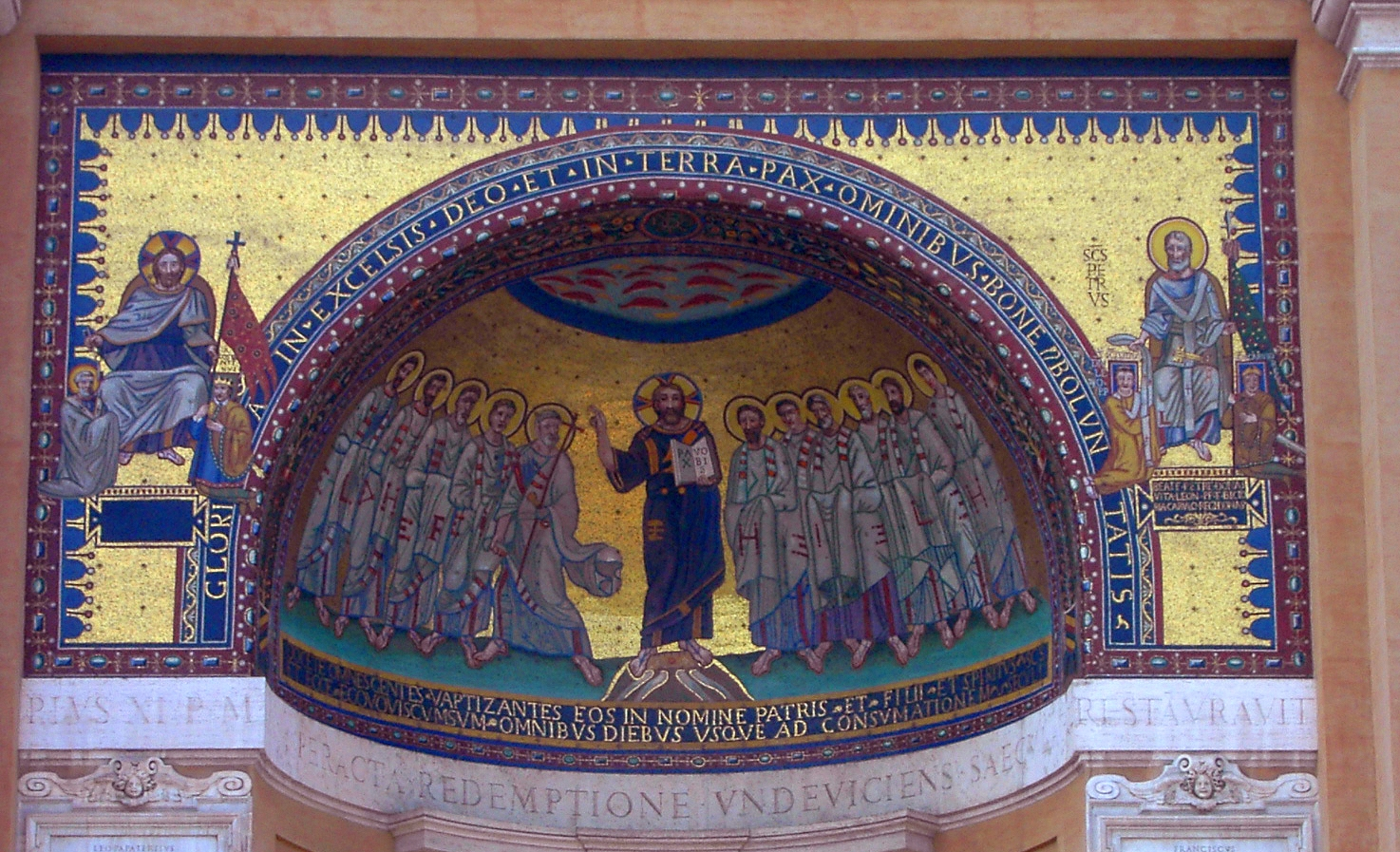
Il mosaico del Triclinio Leonino

Il Liber pontificalis attesta che papa Zaccaria, verso la metà dell'VIII secolo, costruì un triclinium nel Palazzo del Laterano, decorandolo con marmi, vetri e metalli preziosi, mosaici e affreschi; qualche decennio più tardi papa Leone III costruì un ulteriore triclinium, che il Liber pontificalis descrive come caratterizzato da un'"ampiezza impressionante" e dotato di "un'abside decorata a mosaico e altre 10 absidi a destra e a sinistra, dipinte con varie rappresentazioni degli Apostoli". La fonte aggiunge infine che Papa Leone III fece sistemare nel triclinium (detto leonino) diversi accubita (divani sui quali ci si stendeva per mangiare) e installare, al centro di tale sala pavimentata con marmi preziosi, una grande fontana di porfido rosso a forma di conchiglia. Altre ristrutturazioni sono menzionate dalla stessa fonte nel corso dell'alto medioevo.
Già danneggiati nel V secolo da scorrerie e invasioni, nell'896 gli edifici nel Laterano furono ulteriormente rovinati da un terremoto, e successivamente riparati. Nell'897 qui ebbe luogo il cosiddetto Sinodo del cadavere, durante il quale papa Stefano VI fece processare il cadavere del suo predecessore Formoso che fu condannato e gettato nel Tevere.
Il palazzo e la basilica furono dedicati altre due volte. Papa Sergio III li dedicò a san Giovanni Battista nel X secolo in onore del nuovo battistero. Nel XII secolo papa Lucio II dedicò il Palazzo Laterano e la basilica anche a san Giovanni Evangelista. La chiesa divenne il più importante santuario in onore di entrambi i santi, raramente venerati insieme. In seguito fu creato nel palazzo un monastero benedettino, per servire nella basilica.
Nel X secolo papa Sergio III restaurò il palazzo dopo un disastroso incendio; esso fu poi ulteriormente abbellito da papa Innocenzo III. Questo dovette essere un periodo caratterizzato da una grande magnificenza, se anche Dante scrisse che il palazzo era superiore a tutti i successi umani. A quel tempo il centro della piazza davanti all'attuale palazzo, dove ora si trova l'obelisco, era occupato dal palazzo e dalla torretta degli Annibaldeschi. Fra questo palazzo e la Basilica di San Giovanni c'era la statua equestre di Marco Aurelio (allora ritenuta di Costantino), che ora è al Campidoglio. Tutta la facciata del palazzo era occupata dall'Aula Concilii, un corridoio magnifico con undici absidi, in cui furono tenuti vari Concili Laterani durante il medioevo. Le stanze private dei papi in questo palazzo erano situate fra il triclinium e le mura della città.
Tra il clero del Vaticano e quello del Laterano si sviluppò un conflitto: entrambe le parti affermavano di possedere le medesime reliquie e che la propria chiesa già dall'antichità avesse la priorità sull'altra. Il clero del Vaticano non esitò a chiamare quello del Laterano con l'epiteto di Giudei infedeli. Tuttavia il luogo principale per le devozioni era sempre il Vaticano, con la tomba di San Pietro; il Laterano, di conseguenza, acquisì un incredibile numero di reliquie del Vecchio e del Nuovo Testamento come l'arca dell'alleanza, le Tavole delle Leggi, il sangue di Cristo ed un altare di Pietro.
Tutti i papi a partire da Milziade abitarono il palazzo, il quale mantenne sempre la funzione di residenza ufficiale del pontefice romano. Il complesso del Laterano, costruito su un terreno imperiale, fu anche il luogo della consacrazione ed incoronazione dei papi. Gradualmente, nel corso dei secoli, la sede del Vaticano aumentò progressivamente di importanza. La concorrenza fra i due poli si risolse solo con il Giubileo del 1300 a favore del Vaticano.
Ma nel 1309 il papa francese Clemente V, decise di trasferire la sede ufficiale del Papato ad Avignone, una proprietà che costituiva una enclave all'interno della Francia.
Tra le conseguenze della Cattività avignonese ci fu la perdita d'importanza del palazzo e della basilica, che cominciarono a declinare. Due incendi devastanti, nel 1307 e nel 1361, fecero danni irreparabili ed anche se ampie somme furono inviate da Avignone al Vescovo per la ricostruzione, il palazzo non raggiunse mai lo splendore precedente.
Quando i papi tornarono a Roma il palazzo e la basilica furono ritenuti inadeguati a causa delle pessime condizioni in cui si trovavano. Di conseguenza il papa mise la sua residenza in primo luogo a Santa Maria in Trastevere, poi alla basilica di Santa Maria Maggiore. Infine fu costruito un nuovo palazzo oltre il Tevere ed i papi fissarono la loro residenza al Vaticano nel 1377. Ciò fu reso necessario non solo per le condizioni strutturali del Palazzo Laterano, ma anche per il desiderio dei papi di enfatizzare più nettamente, con la vicinanza alla tomba di Pietro, la loro pretesa alla guida universale.
Nella piazza antistante il Palazzo si trovava nel Medioevo la statua equestre di Marco Aurelio, che si riteneva fosse un monumento di Costantino o di Teodorico. Il cosiddetto caballus Constantini era contemporaneamente un monumento del potere ed anche il posto per le esecuzioni; per questo papa Giovanni XIII fece appendere un prefetto urbano ribelle ai capelli della statua. La statua era solo una del ricco patrimonio, di cui fa parte anche la Lupa Capitolina, i cui originali si trovano ora ai Musei Capitolini. La statua di Marco Aurelio fu spostata per volere di papa Paolo III nella Piazza del Campidoglio.

### Evo moderno
Più tardi Sisto V fece demolire ciò che era ancora rimasto dell'antico palazzo del Laterano e fece costruire al suo posto l'attuale edificio molto più piccolo, progettato da Domenico Fontana che si era ispirato all'architettura di Palazzo Farnese.
Dal 1586 il Palazzo del Laterano, ricostruito, venne usato nuovamente come residenza papale estiva. Fino al XIX secolo i papi venivano incoronati nella Basilica del Laterano.

### Oggi

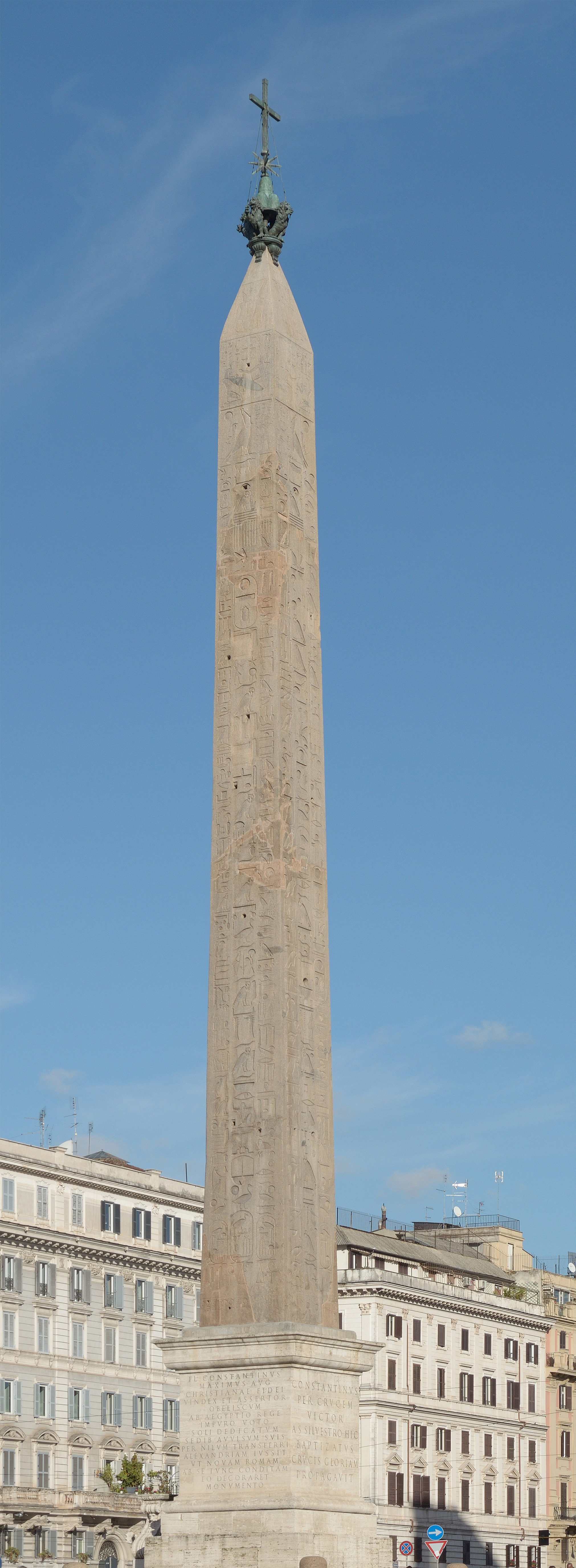
L'obelisco Lateranense oggi

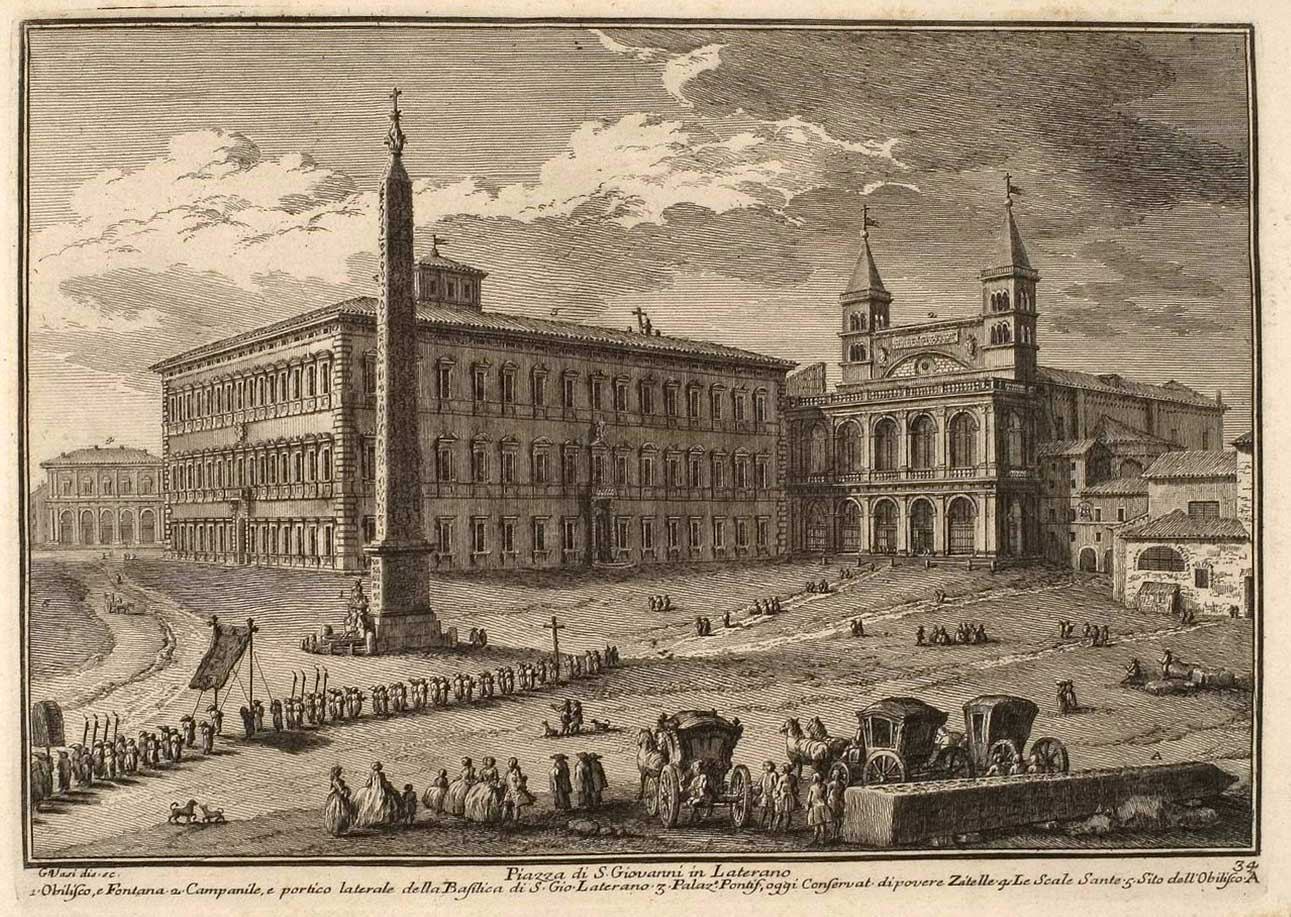
Palazzo del Laterano con l'obelisco. Costruito per Tutmosis III a Karnak, prima di essere posto qui si trovava al Circo Massimo

La Piazza davanti al Palazzo ospita un obelisco di granito rosso alto più di 30m, forse il più grande esistente. L'obelisco fu realizzato all'epoca dei faraoni Tutmosis III e Tutmosis IV (XV secolo a.C.) e proviene dal tempio di Ammone a Tebe (Karnak) in Egitto. Fu portato a Roma dall'imperatore Costanzo II nel 357 e collocato sulla spina del Circo Massimo, dove già si trovava l'obelisco Flaminio. Fu ritrovato rotto in tre pezzi nel 1587, insieme all'obelisco Flaminio, e fu eretto nel 1588 dall'architetto Domenico Fontana per volontà di papa Sisto V nella Piazza San Giovanni.

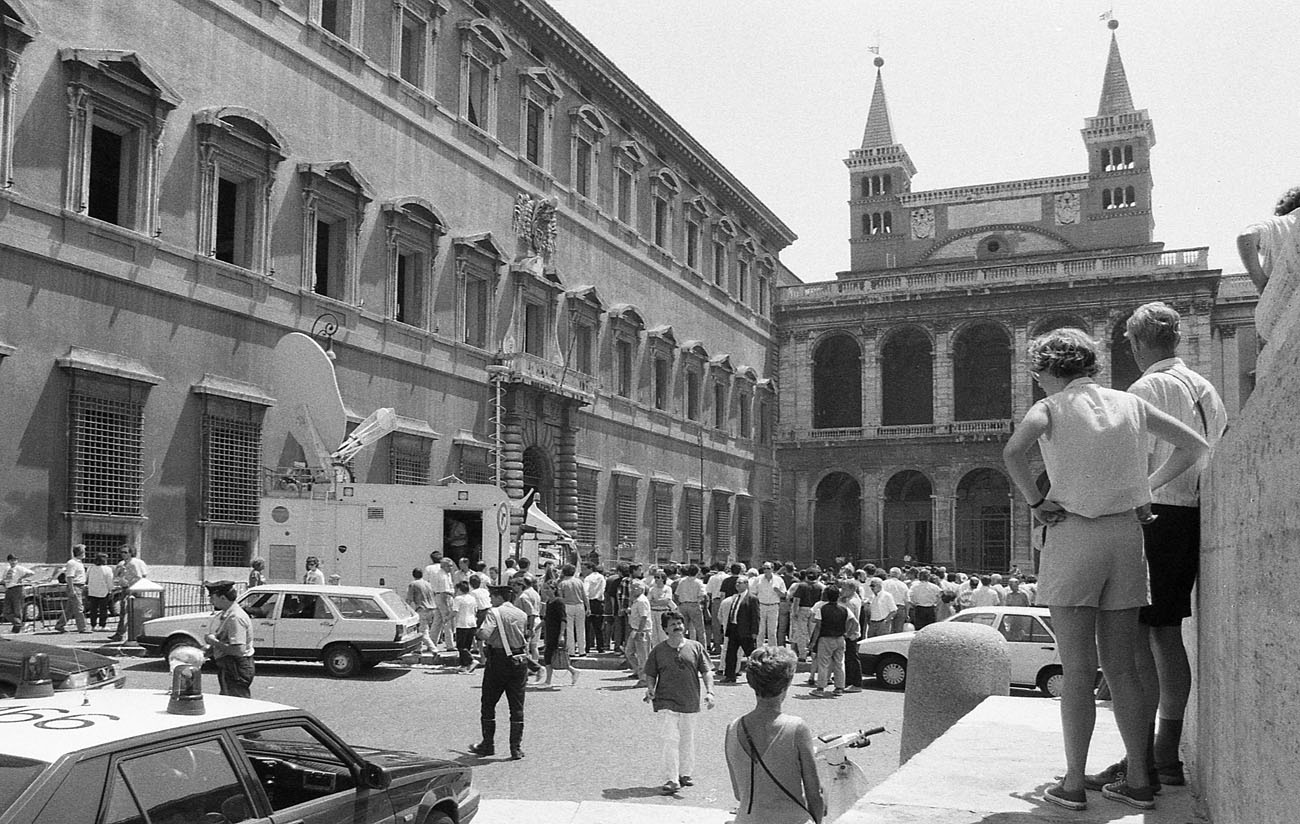
Attentato di mafia del 27 luglio 1993 con gravi danni alla facciata e alle finestre

Un'abside decorata con mosaici ed aperta all'aria, situata accanto a San Salvatore della Scala Santa, conserva ancora la memoria di una delle più grandi sale del palazzo antico, "il Triclinium" di papa Leone III, che era la sala per i banchetti di stato. La struttura attuale non è antica, ma è possibile che alcune parti dei mosaici originali siano state conservate in un mosaico in tre parti: Nel centro Cristo affida agli Apostoli la loro missione, a sinistra consegna le chiavi a san Silvestro ed il Gonfalone della Chiesa a Costantino, mentre sulla destra san Pietro dà la stola a Leone III e le insegne a Carlo Magno.
Nel 1929 i Patti Lateranensi, stipulati nella sala dei papi (Conciliazione) dello stesso Palazzo, assicurarono la sovranità alla Città del Vaticano e, tra le altre cose, lo status extraterritoriale al Laterano, a diverse basiliche ed a Castel Gandolfo che, come pertinenze della Santa Sede, sono sottomessi alla sua giurisdizione. Nella citata zona- a regime particolare- del Laterano è ubicata anche la Pontificia Università Lateranense (PUL).
Il 28 luglio 1993 l'entrata laterale, le logge sovrastanti e parte della facciata del palazzo furono danneggiati gravemente da un attentato dinamitardo: esplose un'auto bomba. Anche se la statica della facciata fu danneggiata, fu possibile riparare i danni rapidamente. Per motivi di sicurezza, il luogo è ora sottoposto a limiti di circolazione e divieto di sosta e fermata.

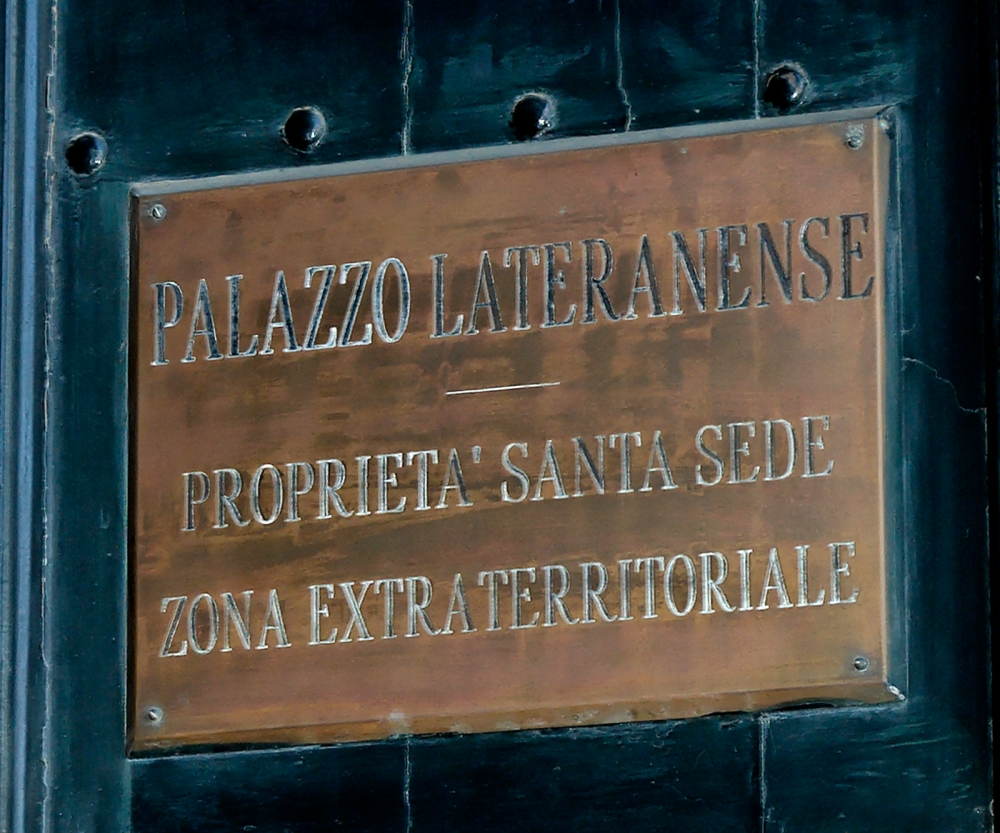
Targa che proclama l'extraterritorialità dall'Italia del Palazzo del Laterano

Il palazzo lateranense, nella versione dell'epoca di papa Sisto V, è normalmente visitabile (ad orari fissi) in molte mattinate della settimana. Si possono così ammirare numerosi saloni affrescati in genere negli ultimissimi anni del Cinquecento e molti arazzi spesso della Manifattura dei Gobelins. Gli appartamenti sono la residenza ufficiale del pontefice con il titolo storico di  vescovo di Roma. Dopo alcune modifiche apportate sotto il pontificato di Paolo VI, alcune sale sono riservate al Museo Storico Vaticano che ovviamente ha altre esposizioni anche all'interno dei musei vaticani. Per i turisti l'accesso è appena laterale a quella della Basilica.
Da qui uno scalone con il soffitto affrescato porta ai saloni aperti al pubblico e nella prima sala del circuito è visibile un affresco dedicato all'incontro di Costantino il Grande e papa Silvestro I.
Gli altri affreschi sono dedicati spesso a personaggi della Bibbia, ad episodi del Cristianesimo, ad imperatori e papi.

## Gli altri edifici
- Basilica di San Giovanni in Laterano
  - Chiostro
- Obelisco Lateranense
- San Salvatore della Scala Santa
  - Scala Santa
  - Sancta Sanctorum
  - Triclinium Leoninum
- Battistero Lateranense
- Basilica dei Santi Quattro Coronati

## Concili Laterani
Delle tante assisi sinodali svoltesi in Laterano nel corso nel Medioevo, cinque sono stati ritenuti come Concili Ecumenici dalla Chiesa cattolica:
- Primo Concilio Laterano (1123)
- Secondo Concilio Laterano (1139)
- Terzo Concilio Laterano (1179)
- Quarto Concilio Laterano (1215)
- Quinto Concilio Laterano (1512-1517)

## Curiosità
- Esiste un falso etimo della parola Laterana secondo un'antica leggenda medioevale: Nerone avrebbe minacciato la vita di alcuni medici se non lo avessero fatto rimanere gravido e poi partorire. I medici gli fecero bere una pozione con una rana microscopica. La rana crebbe e quando Nerone, che aveva dolori, costrinse i medici a farlo partorire, quelli lo fecero vomitare e la rana uscì fuori. Da cui il termine lata rana, cioè rana che è stata portata. La leggenda narra anche che Nerone assegnò alla rana una bambinaia e per compagni di scuola tutti i figli degli uomini più in vista della città. La rana, accompagnata dalla bambinaia, girava per Roma su un carro d'argento con ruote d'oro che era trainato da un cervo. Infine, la rana passando su un ponte, fece un salto e si tuffò nel Tevere.[7]